# A Nice Pair
Az A Nice Pair című Pink Floyd-album egyesíti magában a The Piper at the Gates of Dawn és az A Saucerful of Secrets dalait, csak a borítója más. Az amerikai kiadáson az Astronomy Domine eredetije helyett az Ummagumma élő verziója szerepel. Amerikában a 36. helyet érte el, és 1994 márciusában aranylemez lett.
A borítón egy nő mellei láthatóak, pedig a hasonló részeket cenzúrázni szokták.
A borítót – mint megannyi Pink Floyd albumét – a Hipgnosis csoport készítette. A képek magukban nem voltak elég jók, így mindet felrakták. Minden kép egy angol szólás-t vagy szókapcsolat-ot mutat be humoros formában: például a jobb oldalon a középső képen egy villa látható az úton, ami angolul így hangzik: a fork in the road; ha szó szerint fordítjuk, tényleg „villa az úton”, de mivel ez egy szólás, nem szabad szó szerint fordítani; jelentése: „elágazás”. Ugyanez a helyzet az alatta lévő képpel: az a pretty kettle of fish szó szerint annyit tesz: „egy kanna hal”; ám valójában azt jelenti: „szép kis ügy/história”. És így tovább.
Amerikában ez volt a Dark Side of the Moon után következő lemezük. Sok rajongót átejtettek vele, mivel az Alan Parsons segítségével létrehozott hangzás helyett a Syd Barrett idejére jellemző pszichedelikus zenét kaptak, ami akkor már idejétmúltnak számított.
Mivel az első két album már megjelent CD-n, az A Nice Pair elég nehezen szerezhető be.

## Számok listája
Az összes dalt Syd Barrett szerezte, kivéve ahol ezt jeleztük.

### The Piper at the Gates of Dawn
1. Astronomy Domine – 8:12
  - Ének a brit kiadáson: Syd Barrett és Rick Wright, az amerikai kiadáson: David Gilmour és Rick Wright
2. Lucifer Sam – 3:07
  - Ének: Syd Barrett
3. Matilda Mother – 3:08
  - Ének: Syd Barrett és Rick Wright
4. Flaming – 2:46
  - Ének: Syd Barrett
5. Pow R. Toc H. (Syd Barrett/Roger Waters/Rick Wright/Nick Mason) – 4:26
  - Instrumentális
6. Take Up Thy Stethoscope and Walk (Roger Waters) – 3:05
  - Ének: Roger Waters
7. Interstellar Overdrive (Syd Barrett/Roger Waters/Rick Wright/Nick Mason) – 9:41
  - Instrumentális
8. The Gnome – 2:13
  - Ének: Syd Barrett
9. Chapter 24 – 3:42
  - Ének: Syd Barrett
10. The Scarecrow – 2:11
  - Ének: Syd Barrett
11. Bike – 3:21
  - Ének: Syd Barrett

### A Saucerful of Secrets
1. Let There Be More Light (Roger Waters) – 5:38
  - Ének: Rick Wright és David Gilmour, suttogás: Roger Waters
2. Remember a Day (Rick Wright) – 4:33
  - Ének: Rick Wright
3. Set the Controls for the Heart of the Sun (Roger Waters) – 5:28
  - Ének: Roger Waters
4. Corporal Clegg (Roger Waters) – 4:13
  - Ének: David Gilmour és Nick Mason
5. A Saucerful of Secrets (David Gilmour/Roger Waters/Rick Wright/Nick Mason) – 11:57
  - Instrumentális
6. See-Saw (Rick Wright) – 4:36
  - Ének: Rick Wright
7. Jugband Blues – 3:00
  - Ének: Syd Barrett

## Előadók
- Syd Barrett: gitár, ének
- David Gilmour: gitár, ének
- Roger Waters: basszusgitár, ének
- Richard Wright: billentyűsök, zongora, mellotron, vibrafon, ének
- Nick Mason: dob, ütős hangszerek, ének
- Norman Smith: dob, ének
- A Salvation Army zenekar tagjai:

Ray Bowes: kornett
Terry Camsey: kornett
Mac Carter: harsona
Les Condon: basszus
Maurice Cooper: baritonszaxkürt
Ian Hankey: harsona
George Whittingham: basszus

## Helyezések
Album – Billboard (Amerika)
| Év   | Lista       | Helyezés |
| ---- | ----------- | -------- |
| 1974 | Pop Albumok | 36       |